# Émile Rochard
Émile Rochard, né le 3 juillet 1850 à Wissembourg et mort le 12 février 1918 au Cannet, est un poète, romancier, dramaturge et directeur de théâtre français.
Directeur des théâtres du Châtelet, de l’Ambigu-Comique et de la Porte-Saint-Martin, ses pièces ont été représentées sur les plus grandes scènes parisiennes du XIXe siècle.

## Biographie
Fils de Valentine Fonrouge et de Calixte Rochard, vérificateur de l’Enregistrement, Rochard a manifesté, dès le collège, une attirance et des dons pour la littérature par des improvisations et des œuvres précoces. Engagé dans l'armée de la Loire, au moment de la guerre franco-allemande de 1870, il a reçu deux blessures graves à la bataille de Coulmiers. Nommé officier d'ordonnance du général Nicolaï, il démissionne, en 1873, pour se consacrer aux lettres.
Il débute dans la littérature en 1870 avec la comédie, Un amour de Diane de Poitiers. Secrétaire général d’Eugène Castellano au théâtre municipal du Châtelet, depuis 1873, ce dernier lui en cède, en 1880, la codirection, avec Félix Duquesnel jusqu’en 1883. Il donnera une série de pièces à succès dans ce théâtre et y dirigera avec succès Michel Strogoff et les Mille et une Nuits. Devenu l’année suivante, directeur du théâtre de l'Ambigu-Comique, où il y restera 9 ans, jusqu’en 1903, il dirigera Fualdès, le Roi de l'argent, Mathias Sandorff, Martyre, le Fils de Porthos, Roger la Honte, la Porteuse de pain,  la Fermière, le Drapeau, le Régiment, tout en dirigeant, depuis 1891, le théâtre de la Porte-Saint-Martin, où il dirigera Napoléon, Sabre au clair, le Collier de la Reine, pièce qui a grandement contribué à remettre le XVIIIe siècle à la mode, et qu’il quittera en 1903.
Consacrant tous les moments que lui laisse l’administration théâtrale à la littérature, il mène parallèlement une carrière de critique dans le Nouvelliste de Paris (1874-1876) de Xavier Eyma, à la Nation, ainsi qu’au Gil Blas jusqu'en 1880. Comme romancier, il a écrit des romans-feuilletons pour le Petit Parisien. Comme dramaturge, il a fait représenter à l’Ambigu des drames, dont un certain nombre ont été écrits en collaboration avec Jules Mary, comme Les Dernières Cartouches (1903), La Bête féroce (1908), La Beauté du diable (1908), l’Enfant des fortifs (1911) ou l’Avocat des gueux (1912).

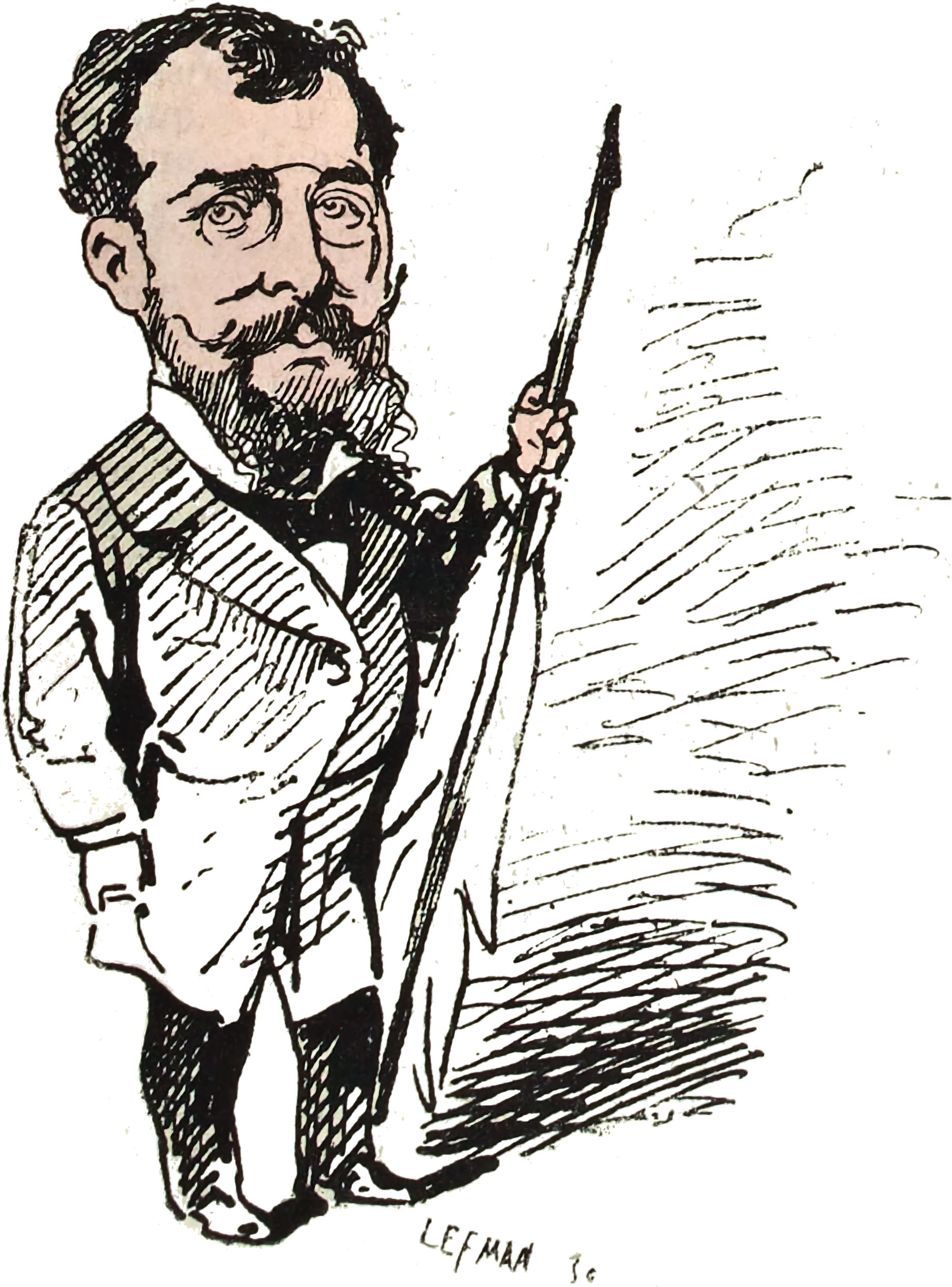
Caricature de Rochard en rédacteur du Gil Blas pour le nº 8 de la Nouvelle Lune.

Outre un Amour de Diane de Poitiers, les Petits Ours ; Futilités parisiennes et la Conscience, joués et publiés dans sa jeunesse, on lui doit quelques pièces : Plus de Journaux, vaudeville en un acte (1875) ; Botte secrète, également vaudeville en un acte ; le Loup de Kervégan, drame en cinq actes, donné au Château-d'Eau (1876).
En novembre 1898, ayant quitté sa retraite de Bois-le-Roi pour redevenir directeur du Châtelet, il est chargé de remonter le Tour du Monde en 80 jours avec de nombreuses nouveautés dont des décors neufs d’Alexandre Bailly, Marcel Jambon et Amable, obtient de grands succès avec la Poudre de Perlimpinpin, Robinson Crusoé. Le 31 octobre 1901, le contrat qu’il signé avec la ville de Paris s’achevant, il est remplacé par Alexandre Fontanes, et se retire dans sa villa « Les Pins », sur la Côte-d’Azur.
Retourné à la poésie, il publie Seconde Jeunesse, avant de se lancer dans la littérature évangélique, avec Jésus selon les Évangiles (1913), ouvrage récompensé par le Prix Broquette-Gonin (histoire) de l’Académie française. Il a ensuite donné une version dramatique de cet ouvrage sous le titre de La Passion (1913), suivie d’autres drames, comme le Berceau de Jésus (1917) ou Jésus, (vie publique) (1919). Lorsqu’il est mort, il était en train de mettre toute l’Histoire sainte en alexandrins.
Il a été fait chevalier de la Légion d'honneur par le Ministère de la guerre, le 9 juillet 1892.

## Œuvres
- Un amour de Diane de Poitiers, comédie en 1 acte, en vers, 1870.
- La Conscience, épisode en 1 acte, en vers, 1873.
- Les Petits Ours : futilités parisiennes (ill. Paul Sellier (eau-forte) de), Paris, Librairie des bibliophiles, 1874, 170 p., in-12 (OCLC 1042266837, lire en ligne sur Gallica).
- La Botte secrète, pièce en 1 acte, musique de Georges Guilhaud, 1875.
- Plus de journaux, comédie en 1 acte, 1875.
- avec Eugène Hubert et Christian de Trogoff, Le Loup de Kevergan, drame en cinq actes et de tableaux, 1879
- avec Jules Mary, Les Dernières Cartouches, drame en 5 actes et 10 tableaux, 1903.
- Les Deux Èves, romans, 2 vols., Flammarion, 1903.
- Roule-ta-bosse, drame en 5 actes, 6 tableaux, précédés d'un prologue, 1906.
- Sonnez, clairons ! roman contemporain (1865-1898), Flammarion, 1906.
- avec Jules Mary, La Bête féroce, drame en 5 actes, 8 tableaux, 1908.
- avec Jules Mary, La Beauté du diable, drame en 5 actes et 8 tableaux, dont un prologue, 1908.
- Les Deux Jeunesses, poèmes, Paris, Alphonse Lemerre, 1909.
- Le Péché de Marthe, drame en 2 parties, 5 actes et 7 tableaux, d'après le roman de Paul Bertnay, 1910.
- avec Jules Mary, L'Enfant des fortifs, pièce en 5 actes et 8 tableaux, 1911.
- Toute la femme en cent rondels : cœur, corps, atours, frivolités, poésies, 1911.
- avec Jules Mary, L'Avocat des gueux, drame en 5 actes et 7 tableaux, tiré du roman du Petit Parisien, 1912.
- Jésus selon les Évangiles, roman, Paris, Alphonse Lemerre, 1913.
- La Passion, drame en 5 actes et 8 tableaux tiré de Jésus selon les Évangiles, 1913.
- Le Berceau de Jésus, drame en 2 parties et 6 tableaux, 1917.
- Jésus, (vie publique), drame en 5 actes et 10 tableaux, 1919.
- La Résurrection, drame en 2 parties, 1919.